# Archiwum Archidiecezjalne w Gnieźnie

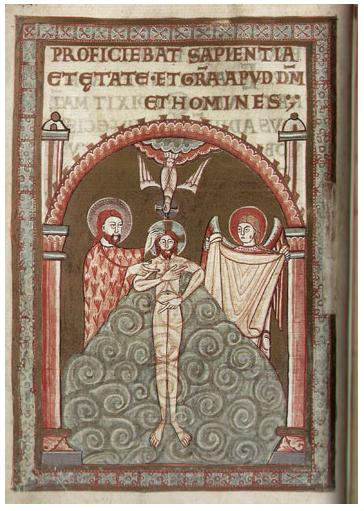
Karta Złotego Kodeksu Gnieźnieńskiego

Archiwum Archidiecezjalne w Gnieźnie – archiwum powołane przez kard. Stefana Wyszyńskiego w 1960 gromadzące zbiory nad kruchtą południową archikatedry gnieźnieńskiej, zaś od 1997 w jej sąsiedztwie od południa w nowej siedzibie przy ul. Kolegiaty 2.
Pierwszym dyrektorem archiwum był ks. Władysław Zientarski (zm. 30 września 1991 r. w Gnieźnie), autor licznych artykułów dotyczących muzykaliów i innych archiwaliów gnieźnieńskich, przyczynił się ocalenia i uporządkowania cennych zabytków. Od 2010 dyrektorem Archiwum jest ks. dr Michał Sołomieniuk. 

## Wybrane zabytki
- Ewangeliarz – pochodzący ze skryptorium w Tours pergaminowy odpis rewizji Wulgaty Alkuina, z wpisaną datą 800
- Złoty kodeks gnieźnieński (Codex Aureus Gnesnensis) – ewangeliarz, jeden z najważniejszych zabytków europejskiego piśmiennictwa średniowiecznego z XI w.
- Collectio trium partium – dzieło Iwona, bp. Chartres z XI w.
- Codex pretiosus z XI w.
- Missale Plenarium z przeł. XI i XII w.
- Bulla gnieźnieńska Innocentego II, zwana niekiedy złotą bullą języka polskiego z 1136
- Ewangeliarz kruszwicki (Evangeliarum Crusviciense) z XII w.
- Kodeks prawa kanonicznego (Speculum iudicale Durantis) z XIII w.
- Biblia ufundowana przez arcybiskupa Jarosława z Bogorii i Skotnik z XIV w. (MS  168)
- Kazania gnieźnieńskie – rękopis z pocz. XV w.
- Biblia gnieźnieńska z 1414
- Mszał Olbrachtowy z ok. 1500
- Antyfonarz ufundowany przez kan. Klemensa z Piotrkowa z przeł. XV i XVI w.